# Heidi (película de 2015)
Heidi es una película familiar suiza de 2015 dirigida por Alain Gsponer, basada en la novela homónima de Johanna Spyri. Está protagonizada por Anuk Steffen, en el papel principal, junto a Bruno Ganz, Katharina Schüttler, Quirin Agrippi, Isabelle Ottmann y Anna Schinz.

## Sinopsis
Heidi es una niña que ha perdido a sus padres en Suiza, por lo que queda al cuidado de su tía, Dete. Al encontrar una oportunidad de empleo en Fráncfort del Meno, decide dejar a su sobrina al cuidado del abuelo de Heidi, un anciano ermitaño que habita una cabaña en las montañas de Dörfli, en Los Alpes Suizos. Aunque al principio se muestra reticente a cuidar de su inocente nieta, acaba tomándole bastante cariño, cosa que le hace volverse más amable con los demás habitantes de Dörfli, quienes miran al viejo como si fuese un temible ogro que habita en su oscura cabaña. Heidi conoce a Pedro el pastor, un muchacho que se encarga de cuidar las cabras de los ciudadanos de la aldea, quien acaba convirtiéndose en su mejor amigo en las montañas, y a la abuela ciega de éste, a quien cada día le lleva un trozo de pan. 
Tres años más tarde, Dete regresa a Dörfli. Esta vez decide llevarse a Heidi consigo a Fráncfort, para que acompañe a la hija de su jefe, el viudo y acaudalado señor Sesseman, cuya hija necesita la compañía de una amiga en la mansión donde vive, debido a que el señor Sesseman viaja constantemente por motivos de negocios.  Pese a que el abuelo de la niña está furioso y amenaza a Dete, ésta lo chantajea con llevar el caso a los tribunales, por lo que el viejo accede a dejarla marchar. Heidi es llevada al tren que se dirige a Fráncfort obligada por su tía, quien se la lleva sin siquiera pensar en lo que Heidi desea. Cuando llegan a la mansión Sesemann, conoce a la ama del gobierno de la casa, la señorita Rottenmeier, una estricta institutriz que cuida a la hija del señor cuando éste está ausente. Rottenmeier es una mujer cruel que somete a Heidi a unas estiradas costumbres típicas de la clase alta de la época, siendo extremadamente severa en sus escarmientos a la pequeña cuando ésta desobedecía sus órdenes. Asimismo, Rottenmeier ridiculiza y humilla constantemente a la pequeña Heidi, por haber crecido en un medio rural, y la tilda de ser una chica "sin modales", "incivilizada"  y "completamente inculta". Heidi conoce a Klara Sesseman, la hija del señor de la casa, una niña postrada en una silla de ruedas que se vuelve su mejor amiga. Cuando Rottenmeier descubre que Heidi no sabe leer, hace que el profesor sea más severo con ella, aunque ésta apenas logra leer una sola letra. Es la abuela de Klara, que visita la mansión donde vive su nieta junto al padre de Klara, quien logra enseñar a Heidi a leer, siendo su personalidad bastante amable, y, bondadosa, a diferencia de la cruel señorita Rottenmeier.
Después de un tiempo en Fráncfort, Heidi extraña la naturaleza, a su abuelo y el aire puro de las montañas, por lo que cae en una depresión. Molesta, Klara le grita a Heidi que vuelva a Dörfli por consejo de su doctor particular, que piensa que es lo mejor para Heidi. Al recibir una carta por parte de Heidi, Klara decide visitar a Heidi en las montañas, donde el aire puro de Dörfli logra hacer que Klara recupere la movilidad en sus piernas, siendo éste un milagro por el que se alegra todo el mundo. El padre de Klara le pide perdón por haberla mantenido encerrada en casa por tanto tiempo. La película finaliza con Heidi en las montañas de Los Alpes.

## Actores
- Anuk Steffen como Heidi;
- Bruno Ganz como Abuelo de Heidi;
- Katharina Schüttler como la Señorita Rottenmeier;
- Quirin Agrippi como Pedro;
- Isabelle Ottmann como Klara;
- Anna Schinz como tía Dete.

## Producción
Anuk Steffen, de diez años, fue elegida entre quinientas aspirantes. La película fue rodada en los Alpes, principalmente en la región de los Grisons, incluyendo Bergün y Rheinwald.
Las secuencias en las montañas, se rodaron en Pendes y Mogrovejo, pueblos del Valle de Liébana (Cantabria, España). La cabaña del abuelo, hecha de cartón-piedra, sigue guardada en Pendes.

## Lanzamiento
La película se estrenó en Alemania el 10 de diciembre de 2015.